# Gillingham (Kent)
Gillingham  /ˈdʒɪlɪŋəm/ es una villa del autoridad unitaria de Medway, en el condado de Kent (Inglaterra).

## Geografía
Según la Oficina Nacional de Estadística británica, Gillingham tiene una superficie de 21,52 km².

## Demografía
Según el censo de 2001, Gillingham tenía 98 403 habitantes (49,43% varones, 50,57% mujeres) y una densidad de población de 4572,63 hab/km². El 22,37% eran menores de 16 años, el 71,94% tenían entre 16 y 74 y el 5,7% eran mayores de 74. La media de edad era de 36,44 años.
El 90,67% eran originarios de Inglaterra y el 2,92% de otras naciones constitutivas del Reino Unido, mientras que el 2,06% eran del resto de países europeos y el 4,35% de cualquier otro lugar. Según su grupo étnico, el 94,86% de los habitantes eran blancos, el 1,17% mestizos, el 2,68% asiáticos, el 0,68% negros, el 0,41% chinos y el 0,2% de cualquier otro. El cristianismo era profesado por el 72,48%, el budismo por el 0,2%, el hinduismo por el 0,7%, el judaísmo por el 0,07%, el islam por el 1,09%, el sijismo por el 0,87% y cualquier otra religión por el 0,31%. El 16,75% no eran religiosos y el 7,53% no marcaron ninguna opción en el censo.
Del total de habitantes con 16 o más años, el 28,46% estaban solteros, el 52,92% casados, el 2,78% separados, el 8,7% divorciados y el 7,14% viudos. Había 38 718 hogares con residentes, de los cuales el 26,14% estaban habitados por una sola persona, el 9,71% por padres solteros con o sin hijos dependientes, el 41,85% por parejas casadas y el 9,43% sin casar, con o sin hijos dependientes en ambos casos, el 7,41% por jubilados y el 5,45% por otro tipo de composición. Además, había 1003 hogares sin ocupar y 50 eran alojamientos vacacionales o segundas residencias.